# Pleurothallis dodsonii
Pleurothallis dodsonii är en orkidéart som beskrevs av Carlyle August Luer. Pleurothallis dodsonii ingår i släktet Pleurothallis och familjen orkidéer. Inga underarter finns listade i Catalogue of Life.